# Sankt Sigfrids kapell, Växjö
 Sankt Sigfrids kapell  är en kyrkobyggnad i Växjö stift och ingår i  Växjö stads- och domkyrkoförsamling.Den är belägen i anslutning till Sankt Sigfrids folkhögskola.

## Kyrkobyggnaden
Kapellet var ursprungligen ett sädesmagasin. Det byggdes om till kapell 1955 efter ritningar av professor Erik Lundberg.Invigningen ägde rum den 18 december 1955.
Kapellet är byggt i liggande timmer och utvändigt klädd med stående locklistpanel. Taket är täckt med rött lertegel. 
Norr om kapellet  är en fristående klockstapel belägen. Den är uppförd 1948 av Sankt Sigfrids folkhögskolas elever.  

## Interiören
Kyrkorummet som är rektangulärt har bara timmerväggar. Innertaket är rödmålat med markerad takstol i blå nyans. Bänkinredningen är öppen. Korväggen pryds av ett stort kors. 
Dopfunten är ett verk av konstnär Erik Sand 1957. Den är formad ur en lindstubbe och har en oval kuppa av hamrad koppar.
Orgeln är byggd 1957 av Hammarbergs orgelbyggeri.
Sveriges Radios julotta år 2023 sändes från kapellet.

## Bildgalleri

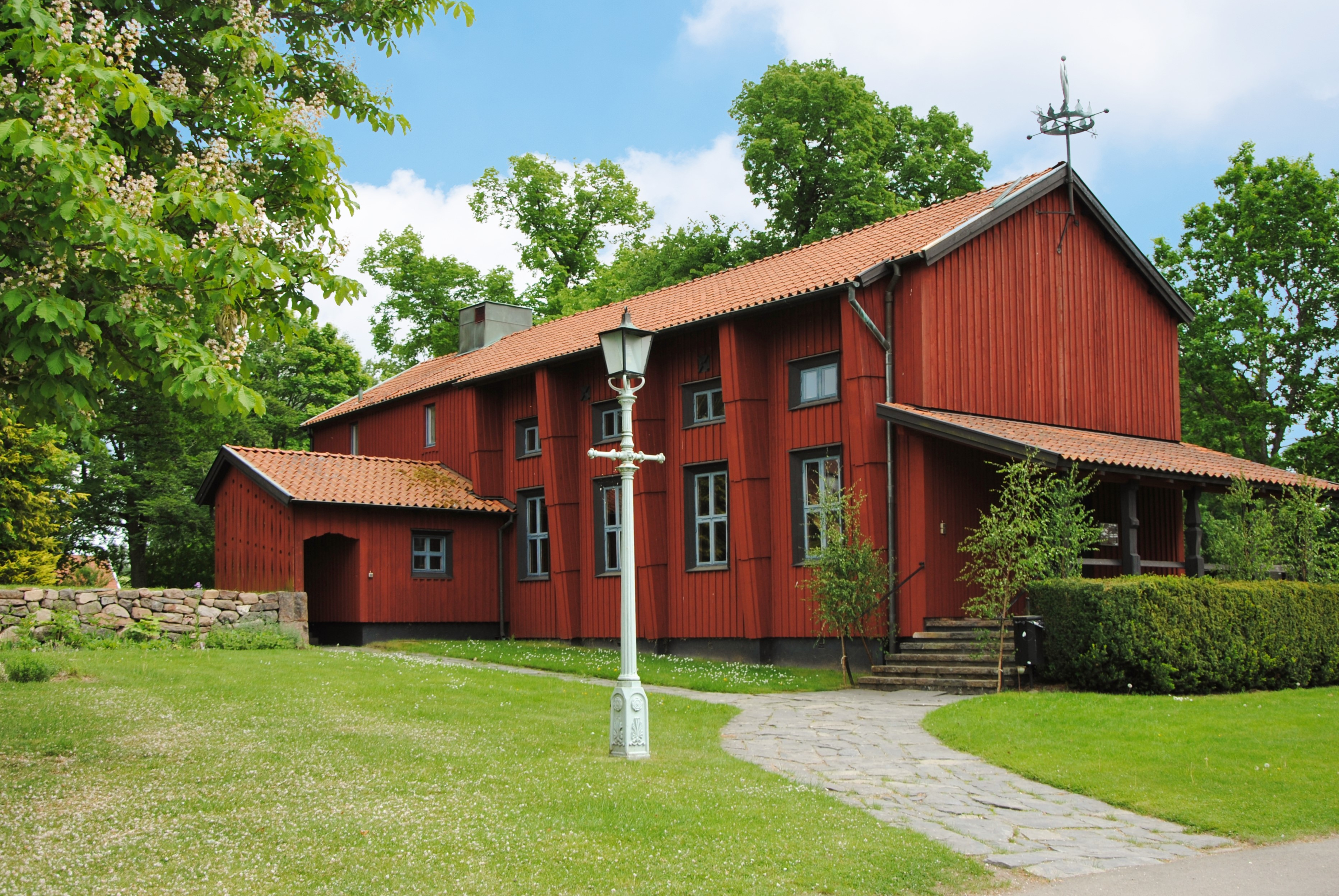
Kapellet från nordväst
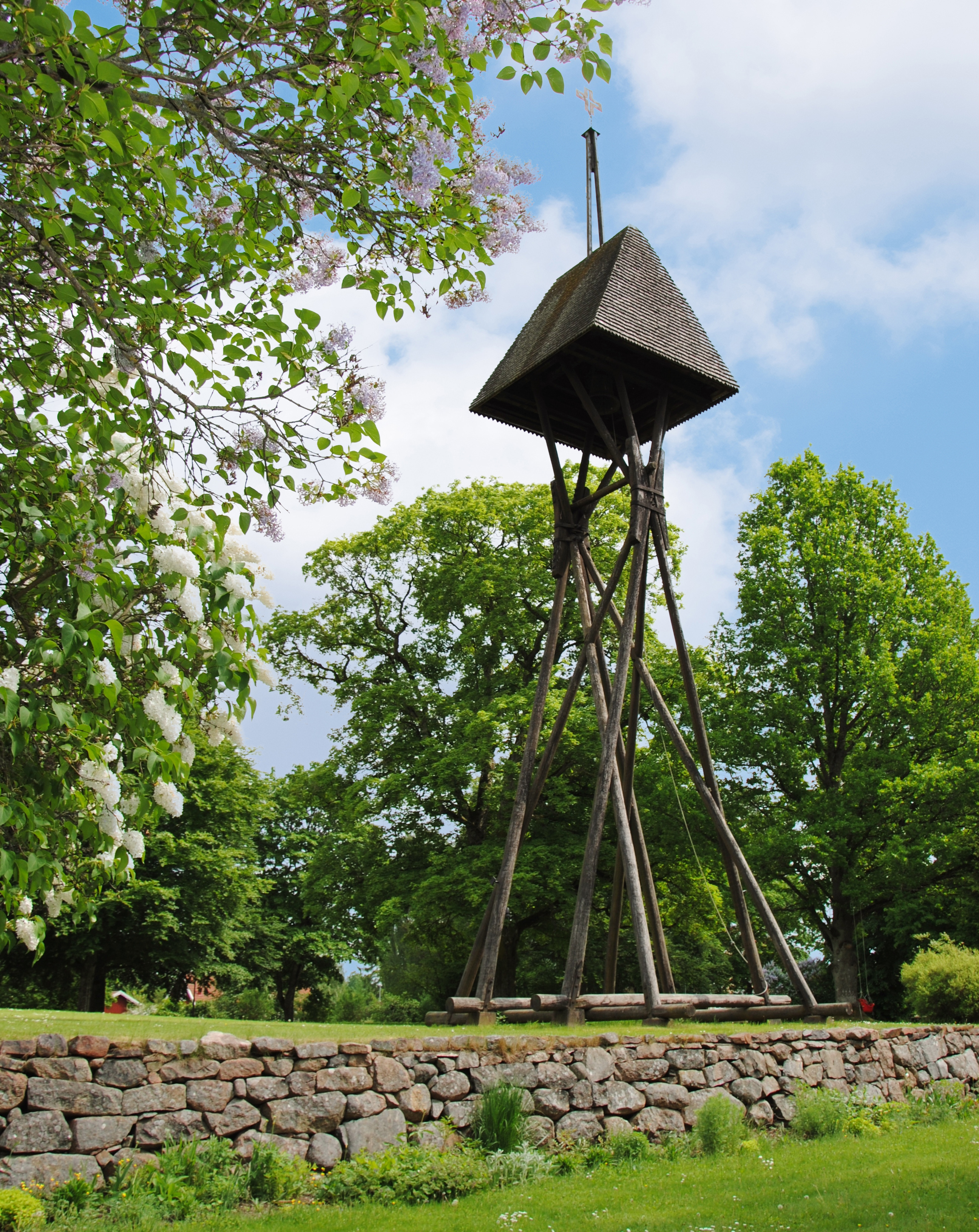
Klockstapeln
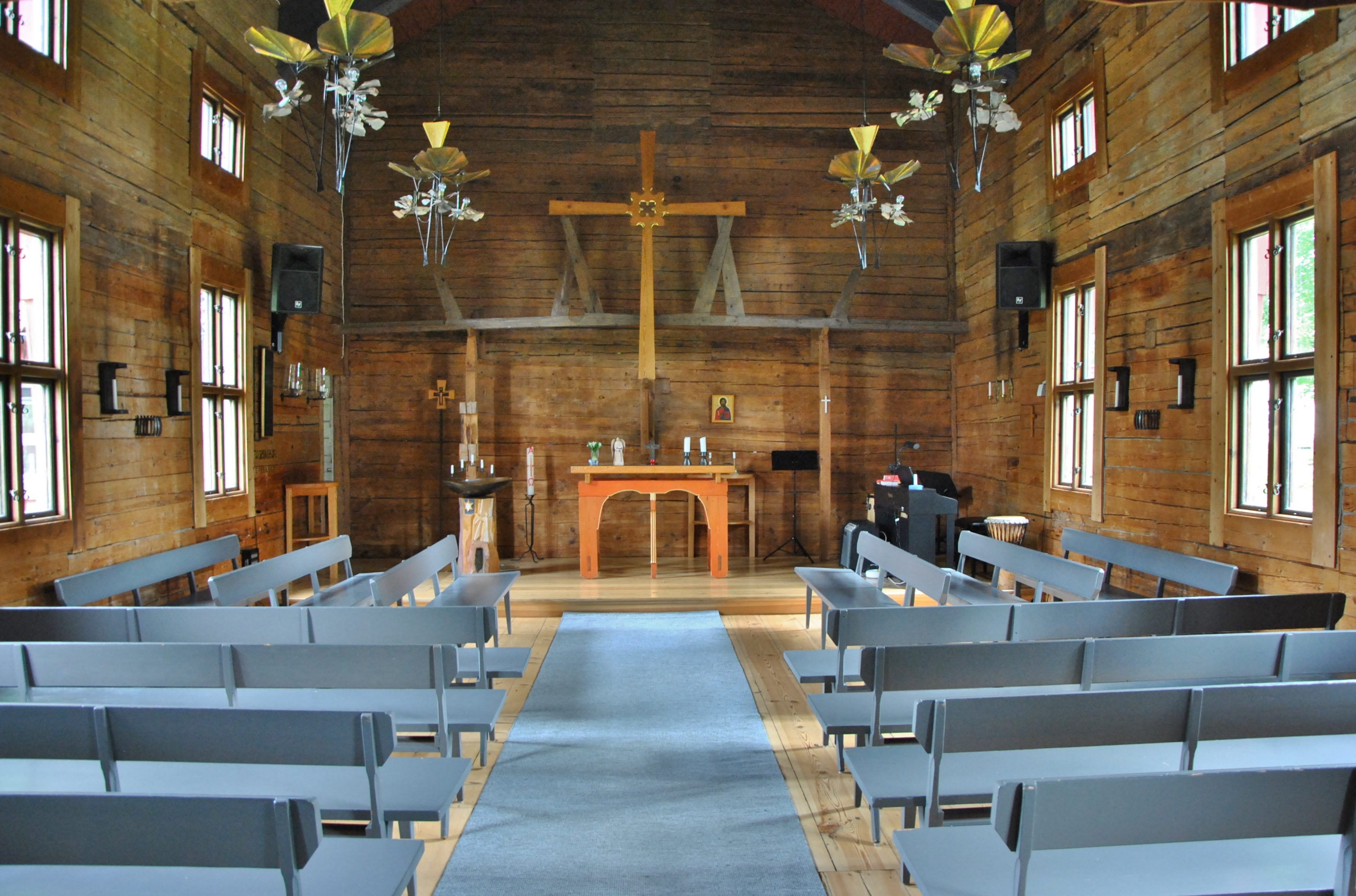
Interiör mot öster
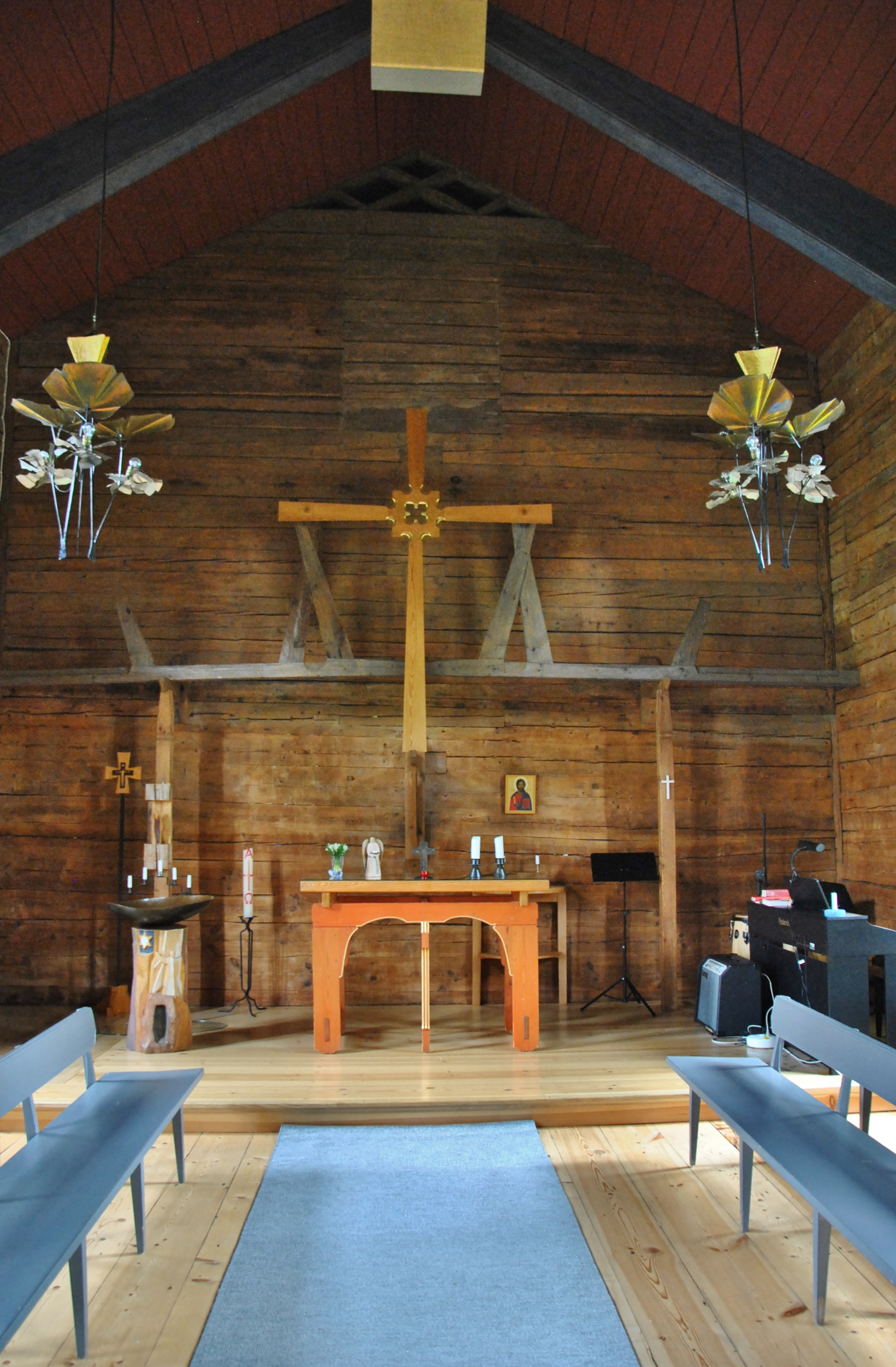
Koret
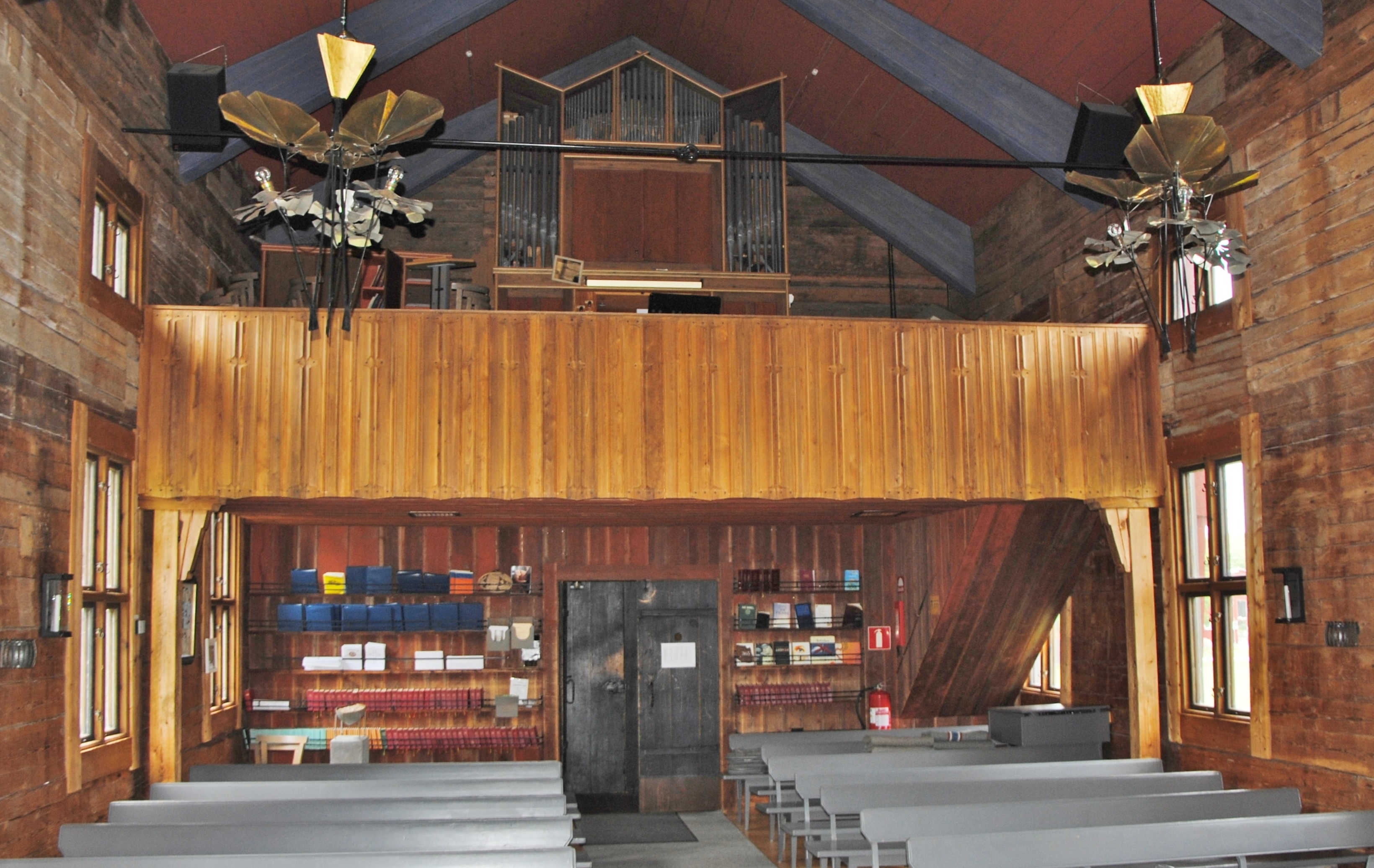
Interiör med orgelläktaren
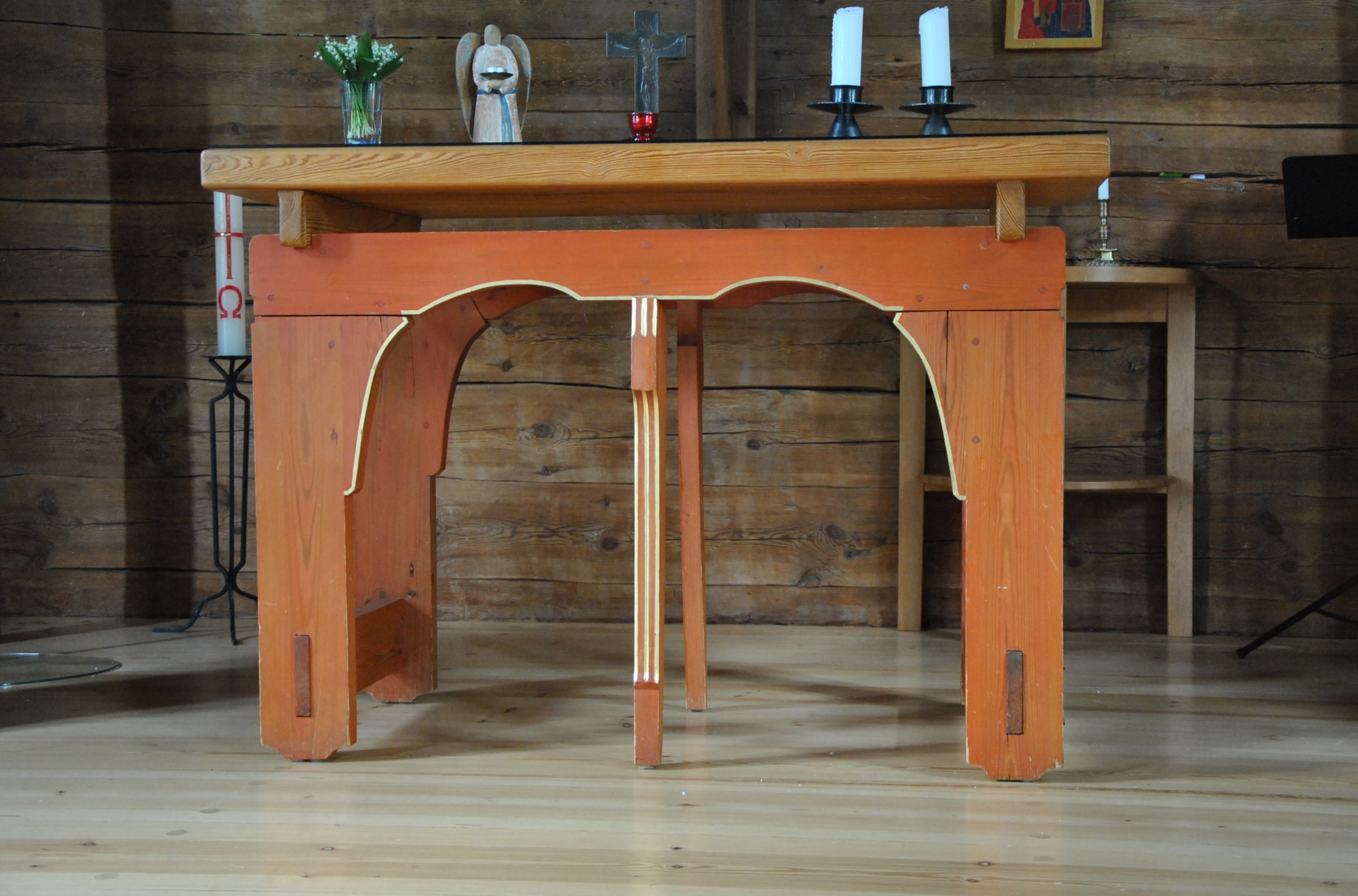
Altaret
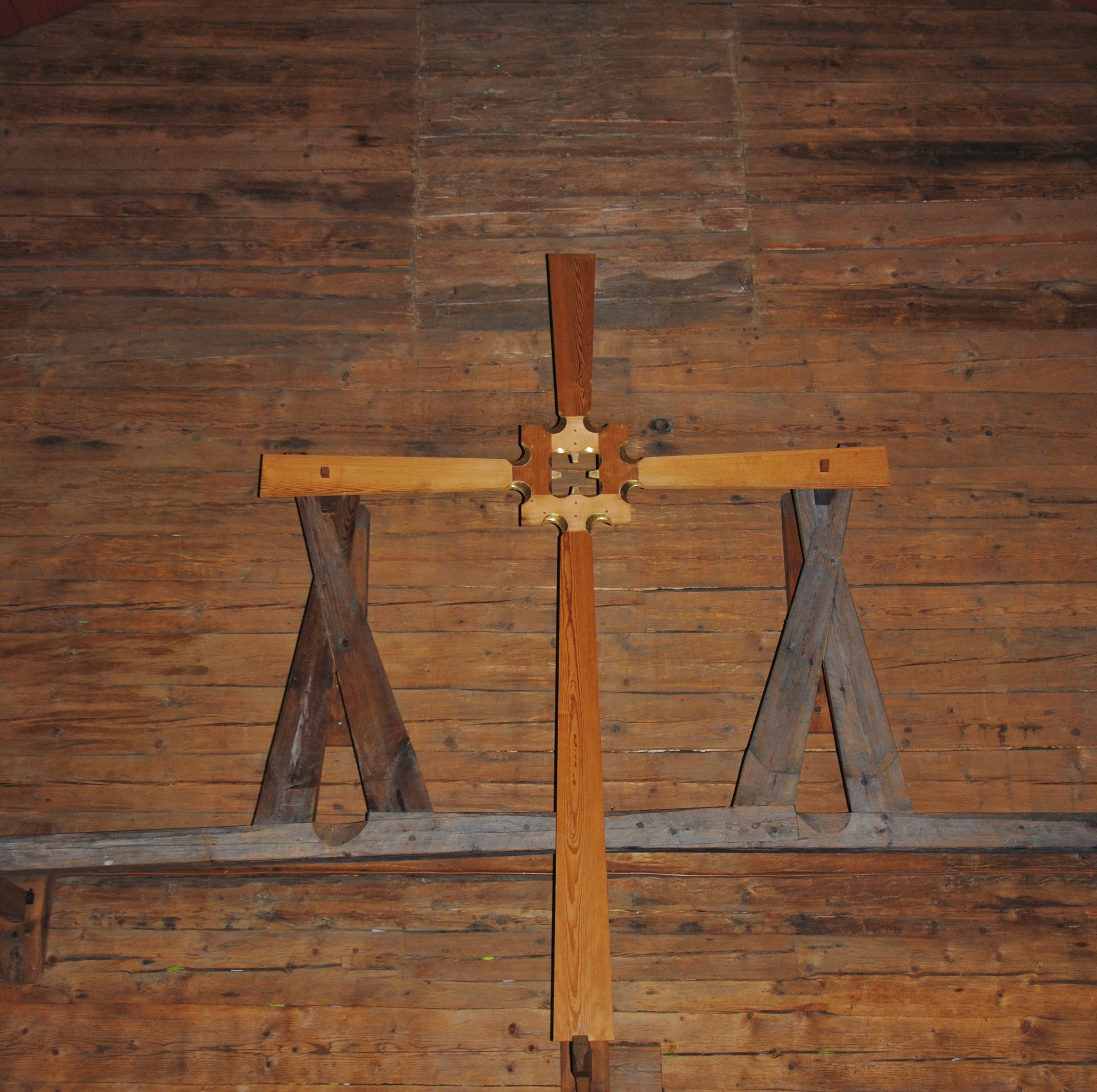
Korset på korväggen
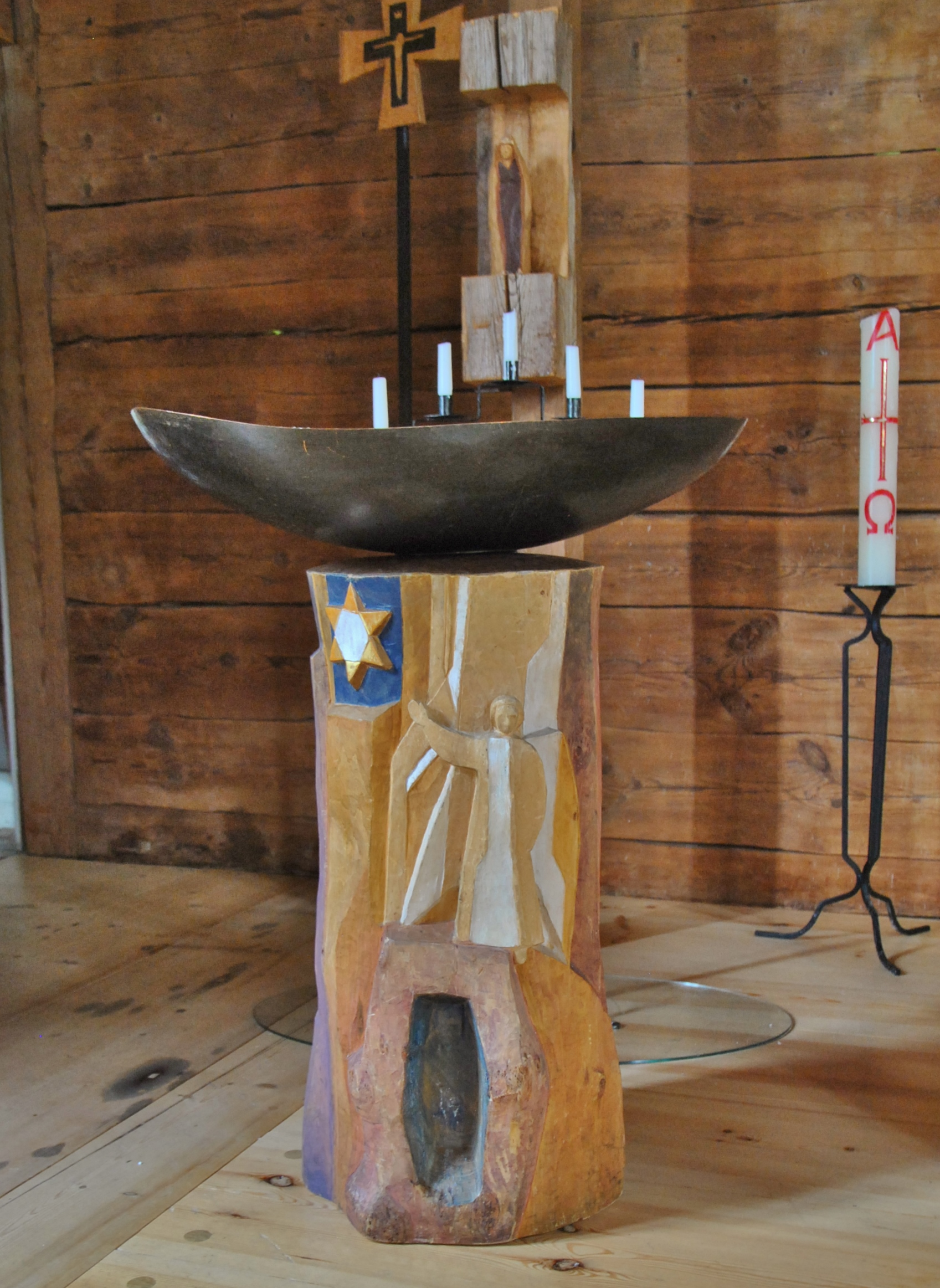
Dopfunt
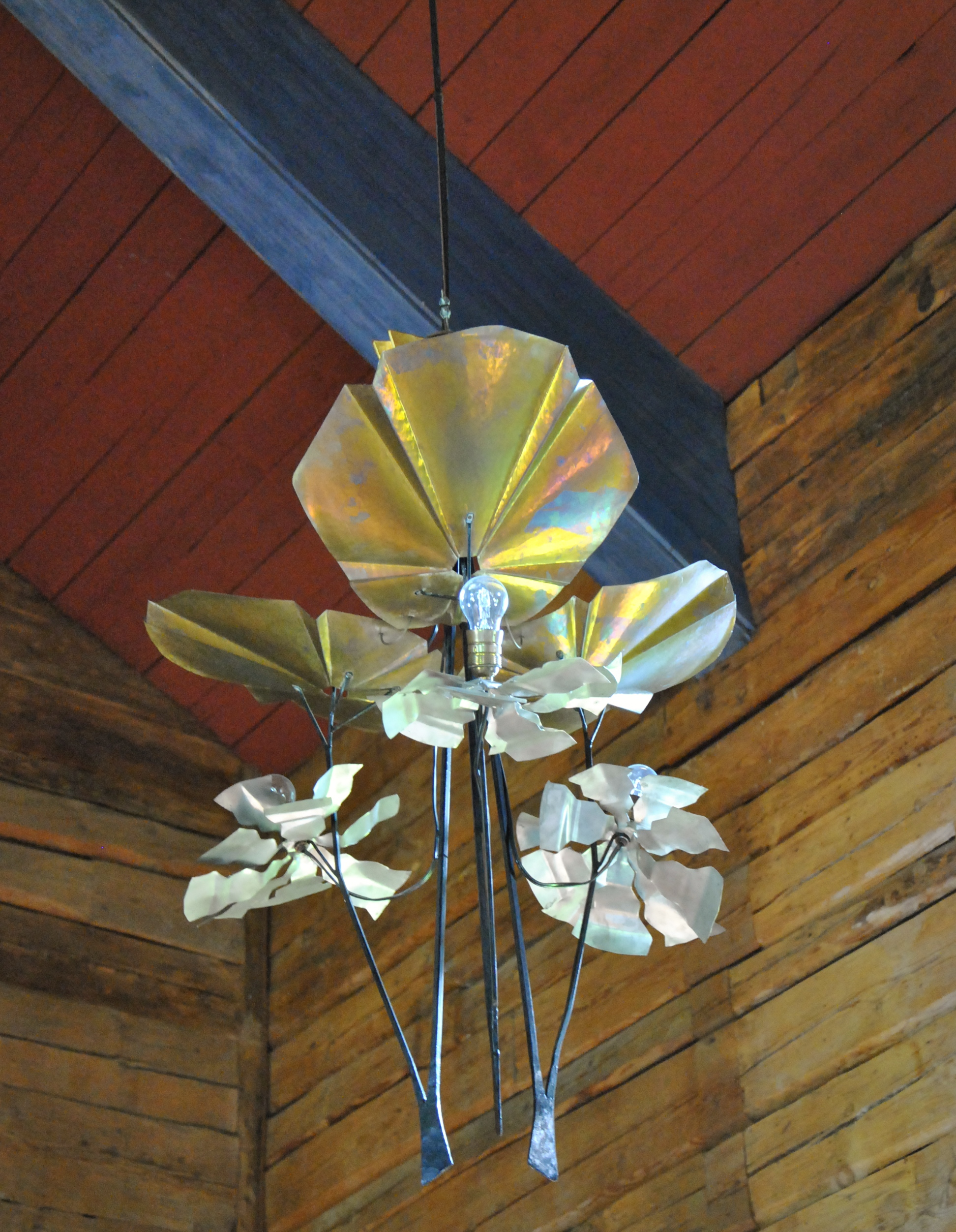
Ljuskrona
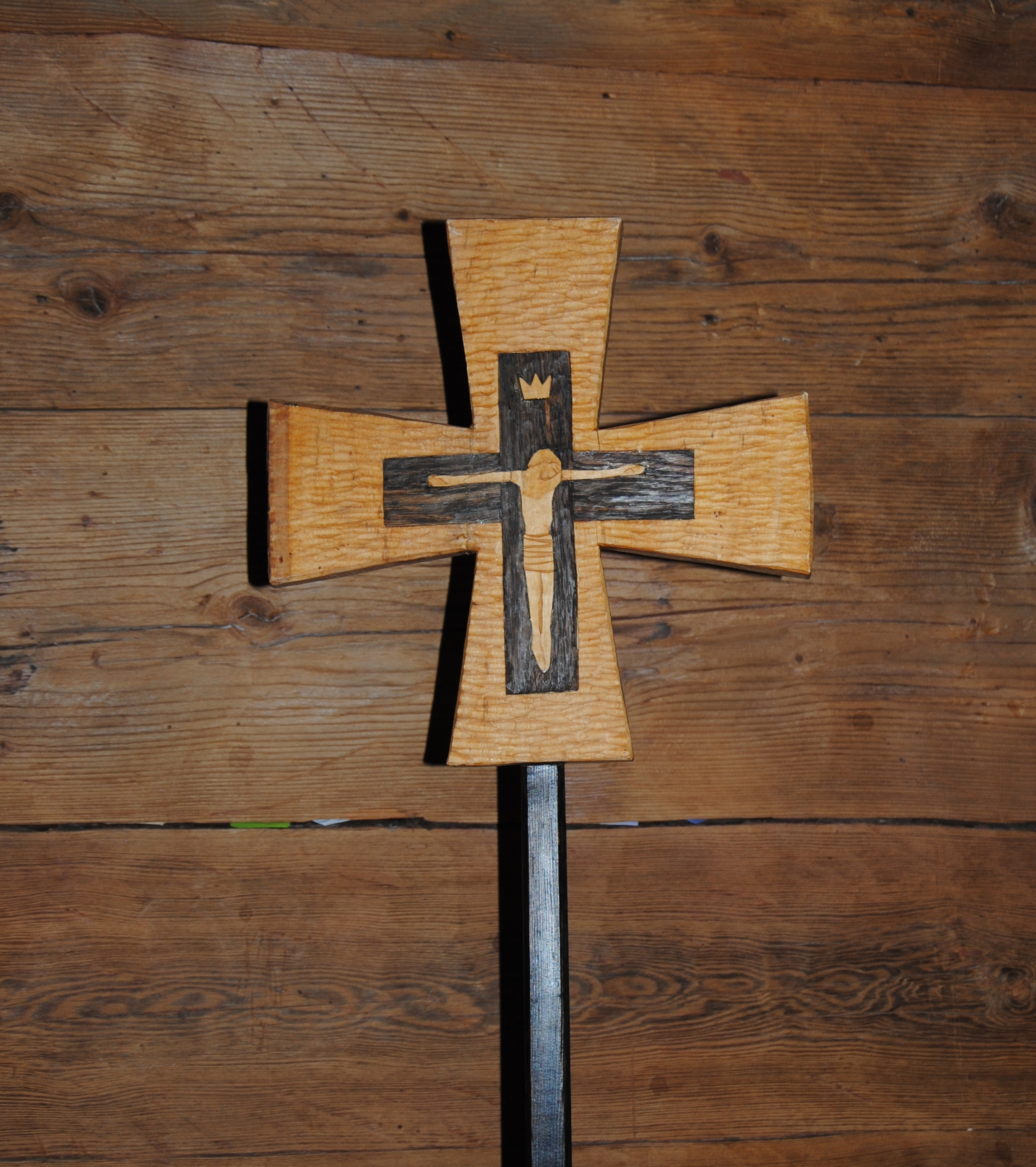
Processionskors

### Webbkällor
- Orglar i Växjö